# Teater Smuts
Teater Smuts är en fri teatergrupp baserad i Göteborg, bildad 2004. 2005 hade gruppens första föreställning Varieté premiär. Teater Smuts arbetar framför allt i en postdramatisk tradition som brukar kallas devising.

## Historia
2005 och 2006 samarbetade teatergruppen med musikgruppen Räfven.
2007 satte gruppen upp den då nyskrivna pjäsen Hundarnas rike av dramatikern Christofer Bocker. Christofer Bocker hade då tidigare vunnit Elverkets dramatävling confusion. Föreställningen kretsade kring en kluven kärnfamilj, tvåsamhet och filosoferande soldater. En recensent på Göteborgs-Posten sammanfattade sin upplevelse av föreställningen med orden "Skådespeleriet griper mig inte, däremot ensemblens samklang och pretention. Smuts tillför faktiskt teaterlivet en ny kulör."
Mellan 2009 och 2011 drev teater Smuts projektet SKROT. Målsättningen var en plattform för att under prestigelösa former skapa experimentella och genreöverskridande projekt tillsammans med olika konstnärer utan krav på färdiga produkter. Resultaten redovisades under publika SKROTkvällar. 
Föreställningen Do it like a dude hade premiär i oktober 2012 och tog upp manlighet och jämställdhet. Föreställningen spelades 2013 bland annat på Världskulturmuseet i Göteborg under West Pride, på Göteborgs kulturkalas och på Södra Teatern i Stockholm.
2014 hade föreställningen Teater Smuts startar punkband premiär. Föreställningen handlar om fascismen i Europa. I samband med tre av föreställningarna anordnade teatergruppen tankesmedjor med bland annat Mattias Gardell och Sven-Eric Liedman som inbjudna samtalspartners.

## Föreställningar
- 2005 - Varieté av Ensemblen
- 2005 - Det blir man aldrig för gammal för av Loke Nyberg
- 2006 - Circus under jorden av Loke Nyberg
- 2007 - Hundarnas Rike av Kristoffer Bocker
- 2008 - I love the way you eat me av Johan Forsman
- 2009 - Lindansösen
- 2009 - Decadent dinner
- 2010 - Lådan
- 2010 - En del av inredningen
- 2010 - Are we human or are we dancers?
- 2010 - Två
- 2010 - "Skrot"
- 2011 - Buster
- 2012 - Do it like a dude av Ensemblen
- 2014 - Teater Smuts startar punkband av Ensemblen (Turnéperiod 2015-03-02 till 2016-05-27[9])